# Заїківка (Харків)
Заїківка — історична місцевість міста Харкова, що межує з Москалівкою і Левадою. Обмежена вулицею Гольдбергівською (колишня Заїківська) на півночі, Москалівською вулицею на заході, річкою Лопань на півдні і залізничними коліями на сході. 
Переважно приватний сектор забудови з вкрапленням дво- і триповерхових дореволюційних будинків характерної «купецької» архітектури.

## Пам'ятки
- Трьохсвятительський храм
- Пожежна каланча (1887 р.)
- Основ'янський міст через річку Лопань (1957 р.).

## Транспорт
- Трамвай (№ 3, 7 та 27).
- Автобус (№ 14, 128е та 211е).
- Район примикає до території залізничної станції приміського сполучення Харків-Левада.